# Černošice
Černošice [ˈtʃɛrnoʃɪtsɛ] (deutsch Cernositz, auch Tschernositz) ist eine Stadt in Mittelböhmen in Tschechien. Sie liegt 16 Kilometer südlich des Stadtzentrums von Prag und gehört zum Bezirk Prag-West.

## Geographie
Černošice befindet sich an der Einmündung der Švarcava am linken Ufer der Berounka am Fuße des Hügels Babka (364 m) im Böhmischen Karst. Östlich liegen die Reste der Burg Kazín. Die Stadt liegt an der Staatsstraße 115 und der Eisenbahn von Prag nach Pilsen.
Nachbarorte sind Kosoř im Norden, Radotín im Nordosten, Lipence im Osten, Vrané im Südosten, Jíloviště, Horní Mokropsy, Štorek und Všenory im Süden, Dobřichovice im Südwesten, Vonoklasy im Westen sowie Solopisky und Třebotov im Nordwesten.

## Geschichte
Erstmals erwähnt wurde Černošice im Zuge der Gründung des Klosters Insula im Jahre 999. Der älteste urkundliche Nachweis aus dem Jahre 1115 weist Horní Černošice als Besitz des Klosters Kladruby aus. Ab 1239 befand sich der Ort im Besitz des späteren Prager Bischofs Johann III. 1268 erwarb König Ottokar II. Přemysl den Ort. Dessen Sohn Wenzel II. stiftete Černošice 1292 dem Kloster Königsaal. Ab 1304 erfolgte erstmals eine Unterteilung in die Orte Malý und Velký Černošice, ab 1350 wurden diese Dörfer als Horní und Dolní Černošice bezeichnet. Nach der Eroberung des Klosters durch die Hussiten bemächtigte sich im Jahre 1422 Pešík Předbor von Radešín des Dorfes. Nachfolgend wechselten die Besitzer häufig und 1455 kaufte das Kloster den Besitz aus Händen von Jan Krský von Nasetice zurück. Während des Dreißigjährigen Krieges wurde der Ort 1639 von den Schweden verwüstet und verödete durch Seuchen und Auswanderung.
Černošice blieb bis zur Auflösung des Klosters im Zuge der Josephinischen Reformen im Jahre 1785 klösterlicher Besitz. 1825 kaufte Friedrich Fürst von Oettingen-Wallerstein die Herrschaft Königsaal aus dem Religionsfonds. Nach der Aufhebung der Patrimonialherrschaften bildeten Horní und Dolní Černošice ab 1850 Gemeinden im Bezirk Smíchov, ab den 1930er Jahren gehörten sie zum Bezirk Praha-venkov/Prag-Land. Den Grundbesitz kaufte 1910 der Náchoder Textilunternehmer Cyril Bartoň-Dobenín. Die Familie Bartoň-Dobenín wurde 1948 nach der Machtübernahme der Kommunisten enteignet. 1950 erfolgte die Vereinigung der Gemeinden Horní und Dolní Černošice sowie Dolní Mokropsy zu einer Gemeinde Černošice, die 1969 zur Stadt erhoben wurde. 1974 wurde Černošice nach Prag eingemeindet und wurde Teil des Stadtbezirkes Praha 5-Lipence. Seit 1992 besteht die Stadt Černošice wieder, der frühere Ortsteil Dolní Černošice verblieb bei Prag.

## Gemeindegliederung
Für die Stadt Černošice sind keine Ortsteile ausgewiesen. Grundsiedlungseinheiten sind Dolní Mokropsy (Unter Mokropetz), Horní Černošice (Ober Cernositz) und Vráž (Wraz). Zu Černošice gehören außerdem die Ortslagen Nová Vráž (Neu Wraz) und Stará Vráž (Alt Wraz).

## Städtepartnerschaften

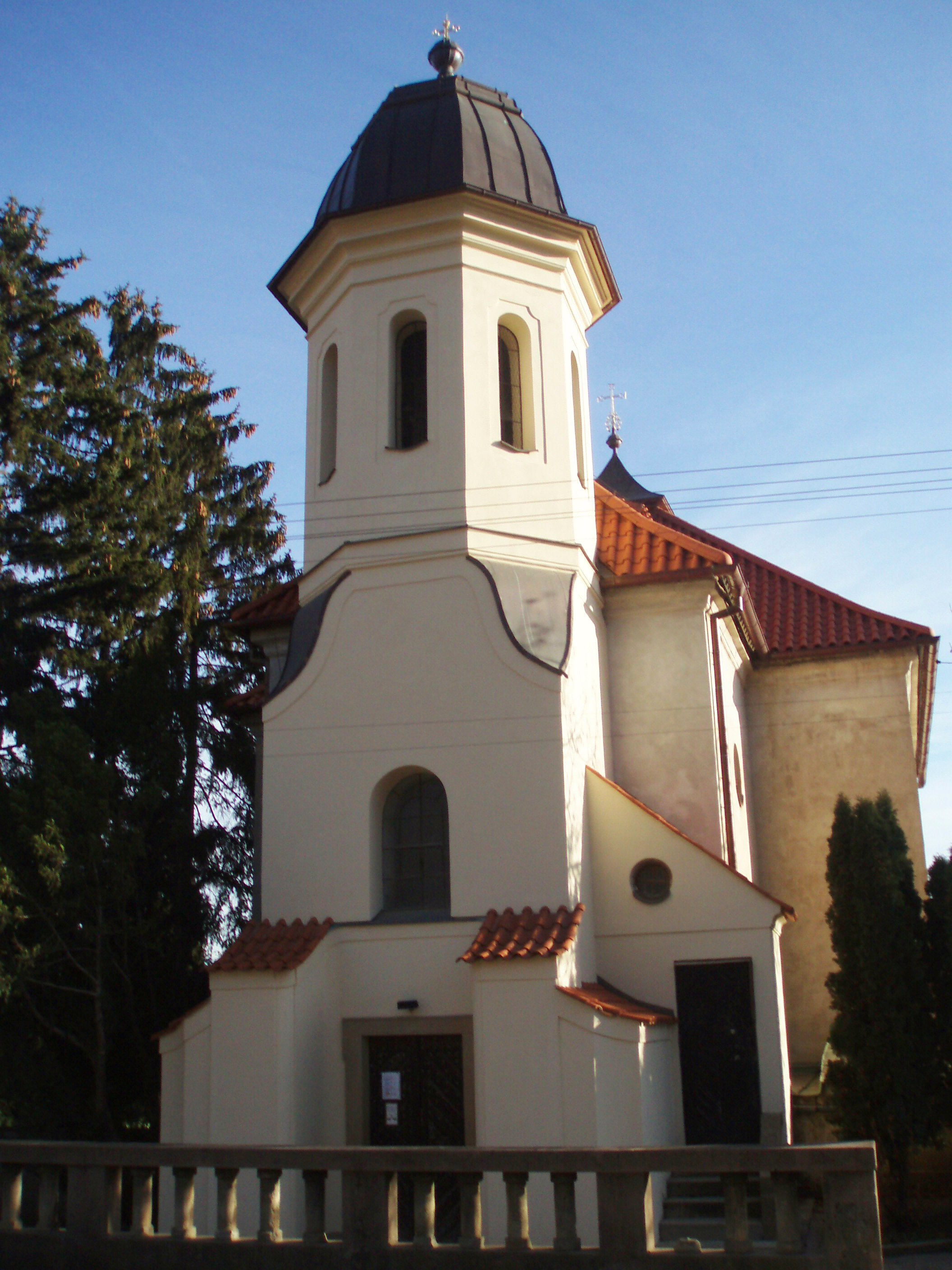
Kirche Mariä Himmelfahrt

- Gerbrunn, Deutschland
- Leśnica, Polen
- Themar, Deutschland

## Sehenswürdigkeiten
- Kirche Mariä Himmelfahrt, das seit 1352 nachweisbare Gotteshaus wurde im 14. Jahrhundert zur Pfarrkirche, 1774 erfolgte ein Umbau, den der Müller Jiří Kotašek finanzierte.

## Persönlichkeiten

### Ehrenbürger
- 2007: Katherina Holzheuer, Bibliothekarin

### Weitere Persönlichkeiten
- Petr Borkovec, Lyriker
- Jan Janský (1873–1921), Mediziner
- Václav Jansa (1859–1913), Maler
- Ferenc Futurista, eigentlich František Fiala (1891–1947) Schauspieler und Bildhauer
- Marie Fischerová-Kvěchová (1894–1984), Malerin
- Jaroslav Bouček (1912–1987), Fußballspieler
- Vilém Heckel (1918–1970), Bergsteiger und Bergfotograf
- Josef Bláha (1924–1994), Pomologe